# Pontiacq-Viellepinte
Pontiacq-Viellepinte è un comune francese di 135 abitanti situato nel dipartimento dei Pirenei Atlantici nella regione della Nuova Aquitania.

## Società

### Evoluzione demografica
Abitanti censiti